# 양덕남로
양덕남로(Yangdeoknam-ro)는 대한민국 경상북도 포항시 북구 장성동에서 여남동을 거쳐 연결하는 도로이다.
2009년 12월 1일 도로명 주소 사업에 인해 양덕남로로 지정되었다.

## 노선 구간
- 사거리 명칭 미상
  - 장성로
    - 장흥초등학교
- 사거리 명칭 미상
  - 장량로
- 사거리 명칭 미상
  - 양덕로
- 삼거리 명칭 미상
  - 신덕로

## 차로수
- 왕복 4차로